# Tekle Deressa
 (décembre 2022).
République fédérale démocratique d'Éthiopie
Tekle Deressa (Ge'ez: ተክሌ ደሬሳ) est un des 112 membres de la Chambre de la fédération éthiopienne. Il est un des 19 conseillers de l'État Oromia et représente le peuple Oromo.